# 輪班工作睡眠紊亂

## 定義及背景介紹

### 定義
輪班工作睡眠紊亂（英語：Shift work sleep disorder，簡稱），是生理節奏睡眠紊亂的一種，患者通常為因需輪班工作，或是擔任飛行員、空服員常需跨洲飛行等因素，而經常轉換工作和睡眠時間、或長期於非日間工作的人。
這些對睡眠規律的重覆干擾，會導致患者失眠甚或患上嗜睡症（Hypersomnia）。早睡早起的人通常都不易適應夜班工作，同樣，夜貓子亦很難習慣早起上早班。
2007年一個由國際癌症研究機構領導的研究顯示，輪班工作會誘發癌症。
中樞興奮劑莫達非尼（Modafinil）獲美國食品藥品監督管理局（FDA）認可用於治療輪班工作睡眠紊亂及發作性嗜睡病（渴睡症）等睡眠紊亂。

### 背景介紹
隨著全球化和科技的進步，企業及組織為了提升生產效率並提供24小時服務，對輪班勞動力的需求日益增加。美國國家職業安全衛生研究所（NIOSH）將輪班工作定義為上午7點到下午6點以外的工作。我國勞動部職業安全衛生署則定義輪班工作為勞工在不同時間輪替工作，且此型態的工作可能影響勞工的睡眠，夜間工作則指的是午後10點至翌晨6點間的工作。
根據2016年Almeida等人的研究，輪班工作者約佔全球勞動力的15%至25%之間。2021年台灣勞動部調查顯示，固定班勞工占87%，輪班占10%，不固定班占3%。其中，服務業及銷售工作人員的輪班比例最高，依職業類別來看，藝術、娛樂及休閒服務業以及醫療保健和社會工作服務業的輪班比例也相對較高。常見的輪班工作職業有警察、消防隊員、醫師、護理人員、空服員、卡車司機、旅館業及24小時生產線工人等。
根據行政院勞工委員會（現勞動部）在2008年制定的「輪班作業危害預防手冊」，輪班工作會對員工的生理與心理健康產生不良影響，因不規則的工作時間可能導致睡眠障礙、飲食時間改變，進而影響生活習慣和社交行為。輪班工作會導致晝夜節律障礙，這是因為輪班干擾了大腦分泌的褪黑激素，使工作者的睡眠品質變差，易於出現入睡困難、淺眠及睡眠不足等問題。尤其是夜班工作者，與白班工作者相比，更容易發生注意力下降、事故增多及工作產能降低的現象。晝夜節律紊亂還可能引發肥胖、代謝症候群、第二型糖尿病、心血管疾病、情緒障礙等健康問題，且增加癌症風險。對於孕婦而言，從事夜班工作可能導致流產、早產及低體重兒的風險增加。另依據職業安全衛生法規定，雇主應妥善規劃輪班和夜間工作，並採取必要的安全衛生措施。勞動部也制定了「異常工作負荷促發疾病預防指引」，以幫助企業參考輪班排班的安排。

## 暴露評估

### 睡眠品質
使用Pittsburgh睡眠品質指數量表來自評睡眠狀況，分數越高代表睡眠受干擾程度越大，共分為7大項：主觀睡眠品質、睡眠潛伏期、睡眠時間、習慣性睡眠效率、睡眠障礙、安眠藥物使用和日間功能障礙。

### 失眠
精神疾病診斷與統計手冊第五版之診斷標準如下：
1. 難以入睡。
2. 睡眠難以維持，經常睡到一半突然醒來或醒來後就難再入睡。
3. 失眠已經導致臨床上的憂鬱、社會功能損害、職業功能損害、教育、學業、行為及其他領域的困難。
4. 每七天會有至少三天晚上出現失眠的困擾。
5. 失眠問題已經存在至少三個月。
6. 失眠並非由其他的睡眠疾病引起（例如睡眠呼吸中止症等）
7. 失眠不是因為物質使用所致，比如藥物濫用。
8. 失眠並非由其他心理疾病所引起的。

### 嗜睡
使用ESS(Epworth Sleepiness Scale)量表來評估過度嗜睡和睡眠效率，針對不同情境下評估打嗑睡的狀況，例如坐著閱讀時、看電視時、乘坐長途車時等，若總分在10分以上，代表需要更多睡眠、改善睡眠習慣或是尋求就醫協助。

## 危害辨識

### 睡眠質與量下降，生理節奏紊亂
白天的睡眠可能遭街道噪音、家庭活動、電話鈴響、門鈴聲等原因打斷，即使在安靜、黑暗的環境中，工作者回家後仍可能因難以適應睡眠週期而受到睡眠干擾，每個人對睡眠週期的適應能力差異很大，有的人很慢或甚至無法適應，因而導致晝夜節律睡眠障礙(circadian rhythm sleep disorder，CRSD) 。人體功能遵循24小時的生理節奏，正常情況下，身體使用環境和時間等線索來保持這些節奏的準確性。然而，夜班工作會打亂這些節奏，導致疲勞和迷失感。

### 疲勞、警覺性降低、注意力不集中
下班後開夜車回家容易發生交通事故，且輪班被認為與核電廠事件、航空事故等重大災難中的「人為錯誤」有關。

### 社會及心理問題[17]
輪班工作影響一般正常社交活動、家庭、人際關係，且睡眠也影響心理狀況。
1. 憂鬱及焦慮：在一項歐洲樣本中，26%的輪班工作者報告有抑鬱症狀，17%報告有焦慮。
2. 自殺：相比日班工作者，輪班工作者的自殺意念風險略有上升，但有失眠的輪班工作者自殺意念的風險幾乎增加了八倍。
3. 生活品質：約48%的輪班工作者對其健康感到不滿意，58.2%對睡眠表示不滿，37.7%報告嚴重嗜睡。

### 不良飲食型態[18]
1. 因夜班工作時間，較少能取得健康食物，水果和蔬菜攝取量低，零食消費頻率更高。
2. 進餐時間不規律：延遲進食、夜間進食或忘記進食。

### 物質使用
部分輪班工作者使用酒精作為助眠工具，部分大量攝入咖啡因以保持清醒，吸煙、使用助眠藥物和興奮劑的情況也很普遍，這些行為與壓力、疲勞、過度嗜睡等風險增加相關，但有研究顯示，降低酒精的使用量。

### 疾病－導致疾病或使現有疾病惡化
1. 癌症：一項研究指出夜班工作的暴露使乳腺癌的發病率顯著增加2.9%，對於工作超過10年的夜班工人，風險增加了8.6%；而輪班夜班工作的風險則增加了5.3%，不過其他研究指出，輪班暴露與乳腺癌雖具有相關性，但證據不夠確定。對於其他類型的癌症和所有癌症的總體風險，證據則較少且不一致[19][20]。
2. 消化道疾病：輪班工作者(尤其是夜班工人)因前述的不良飲食型態，胃、十二指腸炎、胃潰瘍等[15]。
3. 神經系統障礙：中年及以上的輪班工作者在執行功能測試中的表現較差[17]。
4. 心血管相關疾病：有多篇研究顯示輪班工作者心血管死亡風險顯著增加 [19][21][22]，但一篇系統型回顧研究說明部分研究沒有明確報告研究設計和模型調整，且亦有其他研究顯示證據不一致[20]。
5. 代謝症候群與糖尿病：大多數研究數據支持輪班工作會增加代謝症候群風險增加，且也與糖尿病發病率的增加有關，但流行病學研究的證據有限，不過有動物實驗證實，小鼠在經歷8週的模擬輪班工作後，出現高血糖現象有顯著差異[23]。

### 對藥物使用影響
在實務上，輪班工作者需特別調整藥物使用時間，由於他們的用藥時間通常安排在三餐飯後及睡前，夜班工作者的睡前用藥時間可能與早餐後的用藥時間過於接近。另外，各種藥物的藥效和人類對此等藥物的反應具24小時節律型式(24-hour rhythm patterns)，雖然部分在較近期的研究中有不同的結果，但在用藥時仍可作為考量依據。

## 危害控制
輪班制醫護人員所面臨的特殊健康風險，包括了長時間工作、睡眠剝奪、心理壓力以及社交孤立等問題。這些風險不僅影響其本身的身體健康，還可能對其診治的患者產生安全和治療質量上的影響。因此，針對這一群體，應採取更具針對性的健康風險管理措施，具體措施如下：
- 調整輪班時間表以符合晝夜節律 [25][26][27]

1. 減少連續夜班次數：醫護人員的夜班工作會打亂他們的生理時鐘，導致慢性疲勞和睡眠障礙，甚至增加工傷風險。應限制每週連續夜班的次數，建議每週最多兩到三次夜班，並確保他們之後有足夠的休息時間來恢復睡眠和精力。
2. 順時針輪班制度：實行順時針輪班模式，即從早班→小夜班→大夜班的方式進行輪班，這樣的排班設計能更好地適應生理時鐘的自然調整，並減少對身體的負面影響。夜班後應安排足夠的時間進行休息，以減少生理紊亂帶來的健康風險。
3. 增加班次間的休息時間：在班次之間安排至少11個小時的休息時間，尤其是在夜班之後，以確保醫護人員能夠充分休息，減少過度疲勞和身體負擔。應避免單獨的夜班，因為它會造成晝夜節律的中斷。
4. 合理規劃輪班週期：減少醫護人員長時間的連續工作週期，建議每週工作5天後，給予至少2天以上的連續休息時間，這有助於身心的恢復並減少倦怠。

- 改善睡眠環境和健康支持[28] [29][30][31][32]

1. 創造合適的休息與睡眠條件：在黑暗的環境中睡覺對於夜班工作者來說至關重要。光線是影響晝夜節律一個強而有力的因素，臥室中的光線照射會干擾夜班工作者的睡眠模式，讓他們難以維持正常的生理節律。為此，使用遮光窗簾和睡眠眼罩來阻擋外界光線，已被證明可以有效幫助調節晝夜節律，從而改善睡眠質量、促進身體恢復，並提升情緒和工作表現。涼爽的睡眠環境也對促進睡眠有著重要作用，降低核心體溫有助於快速入睡。一些研究表明，睡前使用溫水袋或加熱腳部的方式可以促進周邊血管的擴張，從而幫助更快進入睡眠狀態。醫院應提供安靜、遮光良好的休息區，讓他們能夠在工作間隙進行短暫且有效的小憩，從而提高注意力並降低因疲勞導致的醫療失誤，減少由於疲勞引發的醫療失誤。此外，白噪音也可能對睡眠有益。醫護人員可以使用耳塞或白噪音機來減少環境中的噪音干擾，幫助他們更快速地進入深度睡眠，從而提高睡眠質量並促進全身恢復。
2. 規律的睡眠計劃：鼓勵醫護人員，即使在非工作日，也要盡可能維持一致的睡眠時間，這有助於穩定其生理時鐘並提高睡眠品質。

- 鼓勵健康的生活方式[33][34][35][36][37]

1. 提供健康飲食選項：醫院應提供健康的膳食選擇，例如富含纖維、蛋白質的食物，並限制高脂肪、高糖分的快餐供應。
2. 避免大餐：應避免在輪班期間吃大餐，並以小點心代替。較小的份量可以盡量減少葡萄糖、脂肪和胰島素水平的激增，從而改善對晝夜節律紊亂的影響。在夜間吃大餐可能會導致反應時間延遲、認知障礙和臨床業務執行的錯誤增加。
3. 減少對咖啡因的依賴：過度依賴咖啡因會干擾醫護人員的睡眠質量。應教育醫護人員適量使用咖啡因，並提供健康的替代飲品（如水或無糖飲品），以減少睡眠紊亂。若需攝取含咖啡因的飲品建議在上班初始飲用，部分研究表明咖啡因（4 毫克/公斤）可以優化表現、警覺性和認知功能；而為了盡量減少對下班後睡眠的影響，應避免在下班前4小時內攝入咖啡因。
4. 促進身體活動：長時間的輪班容易導致身體活動不足。醫院應設立簡單的健身設施或鼓勵醫護人員進行短暫的步行或拉伸運動，體能活動可以有效減輕與慢性疾病相關的風險因素，例如 BMI、體重、脂肪量、膽固醇等。

- 心理健康支持[38][39]

1. 提供心理健康輔導：醫護人員長期處於高壓環境，容易面臨心理壓力，如焦慮、抑鬱或情緒倦怠。醫院應提供專業的心理輔導服務，並讓醫護人員在壓力過大時及時尋求幫助。
2. 心理健康教育與培訓：醫院應提供壓力管理、時間管理和睡眠衛生的培訓，幫助醫護人員學習如何應對輪班工作帶來的壓力，保持心理健康。
3. 建立支持性社群：鼓勵醫護人員之間建立支持小組或社群，讓他們可以互相分享工作和生活中的挑戰，並提供相互支持，減少社交孤立感和情緒壓力。

- 職業健康監測

1. 定期健康檢查：醫護人員的健康應進行定期檢查，包括心血管疾病、代謝紊亂（如糖尿病、肥胖）等高風險群體的早期篩查。這樣的檢查應定期進行，以便早期發現健康問題並及時處理。
2. 睡眠障礙評估：對於有明顯睡眠障礙的醫護人員，如失眠或輪班工作睡眠紊亂症候群（Shift Work Sleep Disorder）的員工，應進行專業的睡眠檢測，並提供針對性的治療方案，以幫助其恢復健康的睡眠習慣。

- 工作場所環境的改善 [40][41][42][43]

1. 優化工作環境：為減少醫護人員的身體疲勞，應提供符合人體工學的工作設施，例如舒適的座椅、站立墊和調節式的工作桌。
2. 夜班期間增加光照：夜班期間增加高強度光照，尤其是藍光，有助於保持清醒並提高工作表現。特別是藍色波長 (450 至 490 nm)，是調節晝夜節律最強的影響因素。照明系統應符合夜班工作需求，既要有助於視覺健康，又不會過度刺激。

- 政策與法律保障 [44][45]

目前《勞動基準法》及相關規範已經對輪班工作者的工作時數與休息時間進行保護，然而，仍有進一步改進的空間，以更好地保障輪班工作者的身心健康和工作生活平衡。以下是幾個可能的政策建議：
1. 強制性健康管理計劃：在《勞動基準法》第34條中增加要求，強制要求雇主為輪班工作者提供定期健康檢查和心理健康支持。這一修法可以涵蓋對長期輪班工作者的健康監控，尤其是針對夜班工作者，強調疲勞管理和心理健康。
2. 夜班津貼與工作時數限制：增加一條專門針對夜班工作的條文，要求夜班工作的工時上限低於日班工作者（如每日不得超過10小時），並且強制要求夜班津貼的發放。這將能更公平地補償夜班工作對健康的潛在影響，並減少其長期損害。
3. 加強違規處罰機制：修訂法規以加強對不符合休息時間規定或超時工作的雇主的處罰機制。這可以包括對於未按規定提供足夠休息時間的企業處以罰款或其他形式的法律制裁，進一步保障輪班工作者的權益。